# Joyeux Noël Charlie Manson !
Joyeux Noël Charlie Manson ! (Merry Christmas Charlie Manson! en version originale) est le seizième épisode de la deuxième saison de la série animée South Park, ainsi que le 29e épisode de l'émission.

## Synopsis
Kyle, Kenny et Cartman s'en vont pour les fêtes de Noël dans le Nebraska pour rendre visite à la grand-mère de Cartman. Stan est lui aussi de la partie, mais s'en va malgré l'interdiction de ses parents. Dans le Nebraska, les garçons vont faire la connaissance de deux « taulards » : l'oncle de Cartman, Howard, et un dénommé Charlie Manson, autrefois tueur en série.